# Вокзал Люденшайд
Вокзал Люденшайд (нем. Bahnhof Lüdenscheid) — центральный вокзал города Люденшайд, конечная станция однопутной ветки от станции в районе Брюгге до Люденшайда. Старый вокзал был снесён в 2009 году, а станция — перестроена.

## История и описание
Станция Люденшайд была построена как конечная станция однопутной железнодорожной ветки от Брюгге (сегодня — район города) до Люденшайда — была открыта 6 сентября 1874 года. В 1880 году линия была дополнена ещё одной станцией. К 1895 году Люденшайд, в котором тогда проживало около 20 000 жителей, являлся одним из самым промышленно развитых городов Германской империи: что создавало значительный грузопоток через его основной железнодорожный узел.

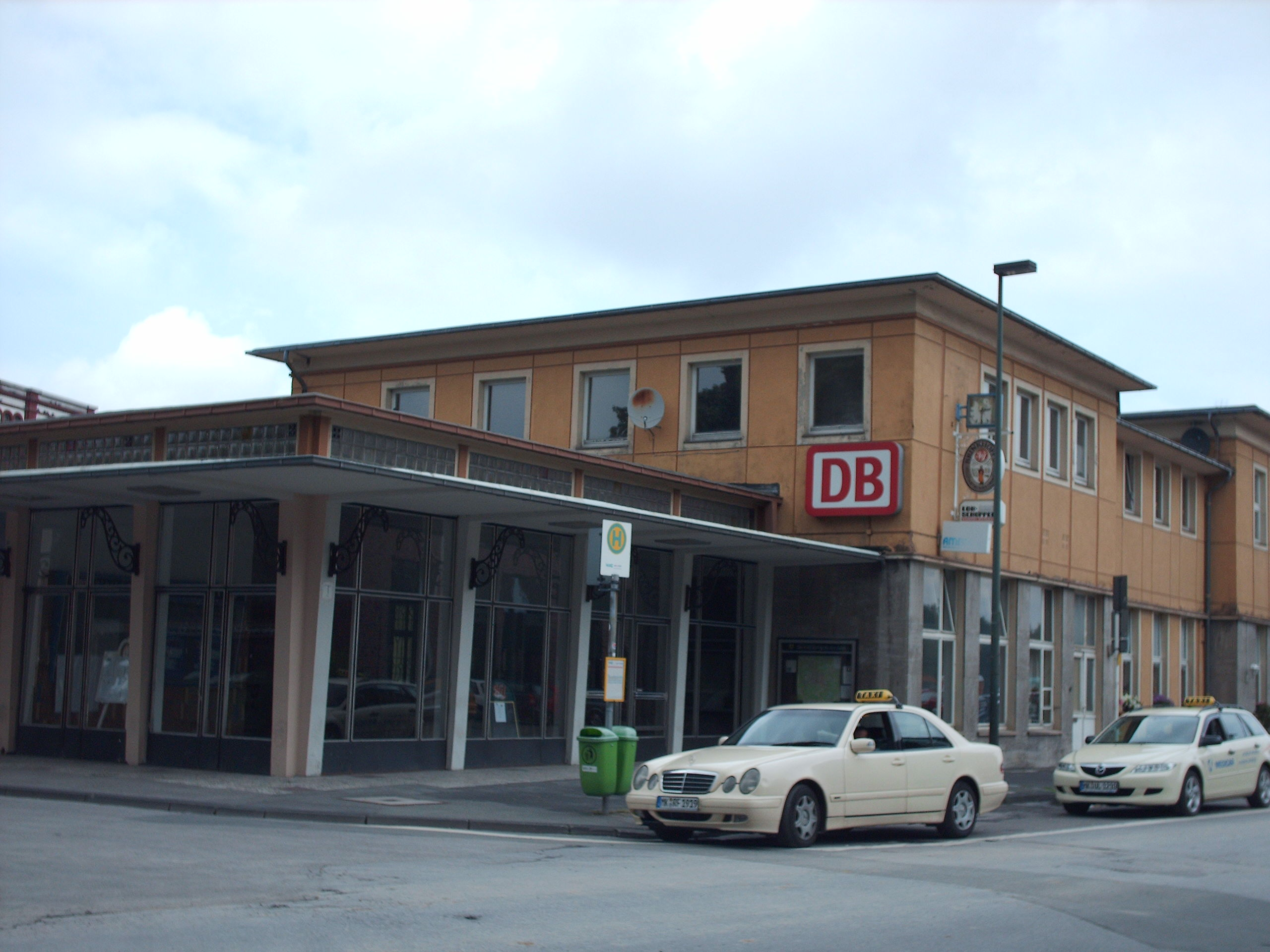
Старый вокзал Люденшайд (2006), снесённый в 2009 году

После Второй мировой войны, в 1963 году, городской администрации была представлена концепция развития железнодорожного сообщения, предполагавшая строительство подземного вокзала в центра старого города — с парковкой на 500 машиномест. Проект был отклонен как «утопический» для своего времени. Уже в XXI веке, в 2009 году, станция Люденшайд — располагавшаяся к тому моменту на окраине старого города — была перестроена, оставшись одноплатформенной. Был снесён старый вокзал, на месте которого в 2013 году предполагалось строительство современного жилого и торгового комплекса. Сегодня вокруг станции расположены районы Грюневальд (на севере и западе) и Кнапп (на юге).